# Greatest Hits (Little Steven)
Greatest Hits è la prima ed unica raccolta ufficiale di Little Steven.
L'album è stato pubblicato nel 1999 e raccoglie i maggiori successi dei primi tre dischi dell'artista americano, dal 1982, anno di pubblicazione del lavoro d'esordio Men Without Women, al 1987, anno in cui venne pubblicato Freedom - No Compromise, passando per Voice of America del 1984.

## Tracce
1. Lyin in a Bed of Fire
2. Forever
3. Princess of Little Italy
4. Under the Gun
5. I've Been Waiting
6. Out of the Darkness (versione singolo)
7. Solidarity
8. Los Desaparecidos
9. Checkpoint Charlie
10. Undefeated (Everybody Goes Home)
11. Vote!
12. Trail of Broken Treates (versione singolo)
13. Pretoria
14. Native American
15. No More Party's (versione singolo)
16. Bitter Fruit (versione singolo U.K.)